# Trận Hühnerwasser
Trận Hühnerwasser là một hoạt động quân sự nhỏ trong cuộc Chiến tranh Bảy tuần năm 1866, đã diễn ra vào ngày 26 tháng 6 năm 1866, tại Hühnerwasser (trên lãnh thổ xứ Böhmen thuộc Vương triều Áo). Trong trận giao chiến quyết liệt này, 4 đại đội thuộc lực lượng tiên phong trong Binh đoàn Elbe của quân đội Phổ (dưới quyền chỉ huy của viên tướng Eberhard Herwarth von Bittenfeld) vốn được che khuất trong các khu rừng đã đập tan một cuộc tấn công bằng lưỡi lê của một lữ đoàn trong quân đội Đế quốc Áo dưới quyền chỉ huy của Thiếu tướng Bá tước Leopold Gondrecourt, mặc dù phía Áo chiếm ưu thế về mặt quân số. Trong khi quân đội Phổ chỉ chịu thiệt hại là 50 người (với 4 sĩ quan và 46 binh lính), tổn thất của quân đội Áo lên đến 277 người (với 13 sĩ quan và 264 binh lính). Đây là điềm báo đầu tiên về một đặc trưng của cuộc chiến tranh này – hiệu quả cao của súng trường nạp hậu Dreyse của lực lượng bộ binh Phổ. Chiến thắng vang dội của quân đội Phổ trong trận Hühnerwasser đã buộc Gondrecourt phải tiến hành triệt binh về Münchengrätz, trong khi người Phổ chiếm giữ thị trấn Hühnerwasser.
Theo thượng lệnh của Tổng tham mưu trưởng Helmuth Von Moltke, Binh đoàn Elbe cùng với Binh đoàn thứ nhất của Phổ đã xâm lược xứ Böhmen từ phía Tây trong ngày 23 tháng 6 năm 1866. Vào ngày 26 tháng 6, Quân đoàn VIII của Phổ thuộc Binh đoàn Elbe dưới quyền tướng Bittenfeld đã hành binh từ Gabiel qua Niemes, ở hướng giáp với Münchengrätz của Bohmisch-Leipa, và từ đó tiến thẳng vào Huhnerwasser. Nhận được lệnh của Tổng tư lệnh quân đội Anh Ludwig von Benedeck "trấn giữ chiến tuyến sông Iser bằng mọi giá", Phó chỉ huy của tướng Áo Eduard Clam-Gallas là Leopold Gondrecourt vào lúc 18 giờ ngày 26 tháng 6 đã quyết định vượt qua sông Iser cùng với 2 tiểu đoàn để đánh bật các tiền đồn của Binh đoàn Elbe khỏi vị trí vượt sông tại Münchengrätz. Ông quyết định kéo quân đến Huhnerwasser để đánh bật Binh đoàn Elbe – đạo quân này khi ấy đã hoàn tất cuộc hành binh 10 ngày của họ từ Sachsen và sắp sửa vượt sông Iser. Vị tướng Áo dẫn 1.500 binh sĩ của mình qua các khu rừng rậm rạp để tới Huhnerwasser – nơi chỉ có 2 tiểu đoàn thuộc Lữ đoàn số 31 của Bittenfeld trấn giữ. Phần lớn binh lính thuộc các đơn vị này đã rệu rã sau chuyến hành quân từ Dresden.
Lực lượng của Gondrecourt – bao gồm lính bộ binh Jäger người Slovakia và một tiểu đoàn hỗn hợp người România và Hungary – đã đụng phải một đại đội Phổ đang án ngữ giữa hàng cây ở bìa làng Huhnerwasser. Hai bên nhả đạn vào nhau, gây kinh động phần còn lại của đội quân tiên phong trong Binh đoàn Elbe. Quân tiên phong của Phổ đã thiết lập các tuyến kỳ binh và kéo sâu vào rừng để đánh bật cuộc tiến công của quân Áo. Trên đoạn đường Münchengrätz, Gondrecourt đã triển khai trận tuyến của mình, "đón chào" cuộc phản công của quân Phổ bằng ba loạt đạn, sau đó dùng lưỡi lê tiến công đối phương. Lúc này, người Phổ đã hội được 4 đại đội và tất cả họ đều ngắm bắn với cự ly là 300 mét. Khi khói súng tan, lính bộ binh Phổ nhìn thấy các sĩ quan dưới quyền Gondrecourt đang động viên các trung đội đã bị đánh tan của họ trong vô ích. Hỏa lực chính xác của Phổ đã hạ gục hàng tá quân Áo, và các đội hình xung kích được tổ chức vội vã của Gondrecourt từ chối tiếp tục tiến công. Một loạt đạn thứ hai của quân Phổ xuyên qua các hàng cây, và buộc đối phương phải bỏ chạy. Gondrecourt triệu tập các đại đội trừ bị của ông, nhưng trước tình cảnh các trung đội mạnh mẽ của Phổ đang tràn đến từ Huhnerwasser và thiệt hại rất lớn của quân đội mình, vị tướng Áo phải chấm dứt cuộc tấn công và rút lui. 1/4 con số thương vong của Áo là những tù binh không bị thương, bị kinh hãi trước hỏa lực khủng khiếp của súng trường nạp hậu Dreyse. Mặc dù Hoàng thân Friedrich Karl chỉ huy Binh đoàn thứ nhất không được tin này trong vòng 24 tiếng đồng hồ sau, hiệu quả của súng trường nạp hậu Dreyse sẽ được thể hiện cùng ngày trong trận Podol ở quy mô lớn hơn. Đây là một chiến thắng của binh đoàn dưới quyền Friedrich Karl trước Clam-Gallas.